# Longinus
Sfântul Longinus este numele dat soldatului roman care l-a străpuns în partea dreaptă a corpului cu o lance pe Iisus în timp ce se afla pe cruce. Legenda spune că după aceea soldatul l-a recunoscut pe Iisus ca fiind fiul lui Dumnezeu, căindu-se pentru păcatele sale și devenind creștin. El este venerat ca sfânt în Biserica Catolică și în Biserica Ortodoxă, dar și în alte comunități creștine.

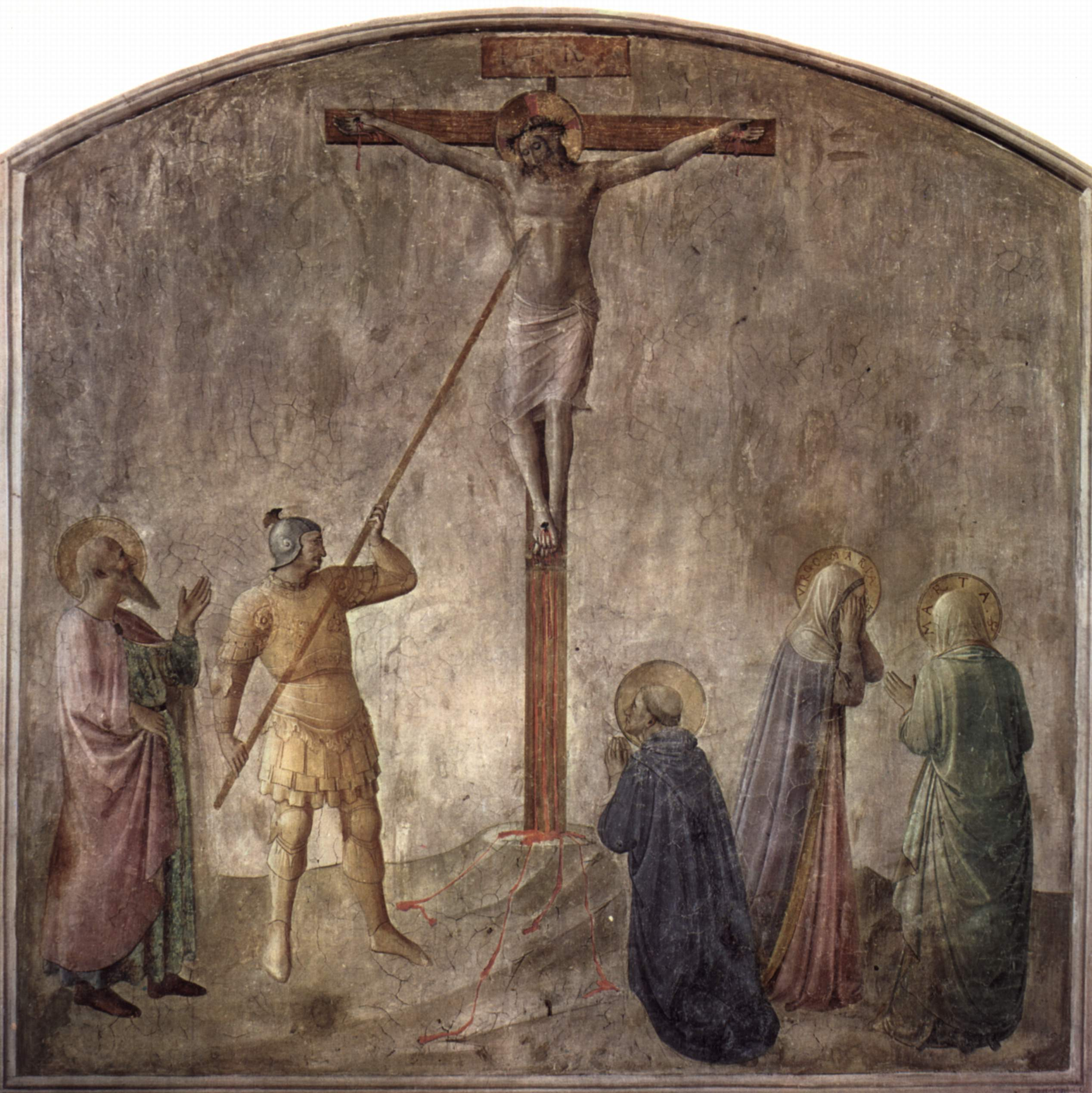
Înjunghierea lui Iisus cu Lancea Sfântă, fresca de Fra Angelico (1395-1455), San Marco, Florența.

## Originea lui Longinus
Numele soldatului roman era necunoscut, dar în perioada medievală i s-a spus Longinus (latinizat din grecescul lonche (λόγχη), ce înseamnă lance). Se crede că s-a născut în orașul Lanciano, din Italia.
Legenda convertirii lui la creștinism are mai multe variante. O prima variantă spune că Longinus ar fi fost un soldat orb, iar când a înfipt lancea în coasta lui Iisus, câteva picături de sânge i-au căzut pe ochi, dându-i în mod miraculos vederea. Atunci, Longinus l-a recunoscut pe Iisus ca fiu al lui Dumnezeu.
O altă variantă spune că după ce l-a înjunghiat pe Iisus, văzând că după ce a murit pământul s-a cutremurat și catapeteasma Templului din Ierusalim s-a rupt în două, și-a dat seama că este fiul lui Dumnezeu și s-a convertit la creștinism.
Moartea lui Longinus este necunoscută, dar conform unor surse grecești ar fi fost martirizat la Gabala, în Cappadocia. Legenda spune că prin secolul al XIII-lea, moaștele sale au fost duse în Europa, unde au fost împărțite mai multor biserici din Roma, Praga și Sardinia.
În prezent, Longinus este venerat ca sfânt și martir în Biserica Catolică (pe 15 martie), în Biserica Ortodoxă (pe 16 octombrie) și în Biserica Apostolică Armeană (pe 22 octombrie). Reprezentare cea mai cunoscuă a sfântului se află în Bazilica Sfântul Petru din Roma, fiind o statuie realizată de sculptorul Bernini.

## Venerație

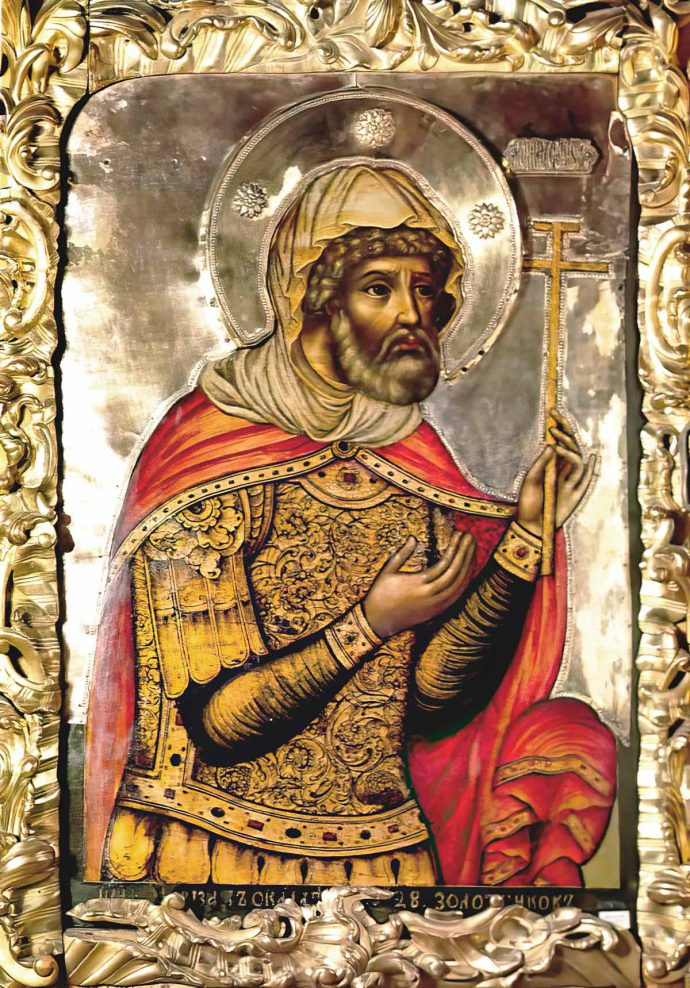
Лонгин Сотник. Icoana de lucru a lui Fiodor Zubov, 1680

### În biserica ortodoxă
Biserica ortodoxă îl onorează pe Longin ca martir. Memoria martirului Longin se realizează pe 29 octombrie (16 octombrie, conform calendarului iulian).
Pe proscomidiă la pregătirea Mielului, perforarea cu o copie a părții drepte a Mielului este pronunțată cu cuvinte obligatorii ale Evangheliei despre acțiunile lui Longin la răstignirea lui Hristos (Ioan 19:34).
Unul dintre culoarul Bisericii Sfântului Mormânt din Ierusalim este dedicat Sfântului Longinus.

### În biserica catolică
În Evul Mediu, venerarea Sfântului Longinus a fost răspândită în Europa de Vest. Nu în ultimul rând, acest lucru s-a datorat includerii povestirii lui St. Longin în Legenda aurea, o colecție populară de vieți. În prezent, memoria Sf. Longin are loc în Biserica Catolică pe 15 martie.
Moaștele venerate în Occident ca relicve ale Sfântului Longin sunt păstrate în biserica romană a Sfântului Augustin. În Catedrala Sfântul Petru din Vatican se păstrează vârful suliței Longin și a fost  instalată o statuie a sfântului, creată de Bernini.
1. ↑  Die 16 octobris, Martyrologium Romanum (2004)[*], p. 573
2. ↑  Santiebeati.it, accesat în 12 aprilie 2024
3. 1 2  Heiligen.net, accesat în 17 octombrie 2024
4. 1 2  Pravoslavnaia iențiklopedia, accesat în 17 octombrie 2024
5. ↑  Ökumenisches Heiligenlexikon, accesat în 17 octombrie 2024
6. ↑  Clavis Clavium, accesat în 17 octombrie 2024